# Caja del Arte (Torrejón de Ardoz)
La Caja del Arte, de Torrejón de Ardóz es un Centro de Artes Escénicas dentro de una edificación singular,inaugurado por el alcalde Pedro Rollán en marzo de 2011.
El edificio de hierro y cristales de diseño vanguardista es uno de los referentes arquitectónicos de la Comunidad de Madrid. Está construido en tres cubos de cristal iluminados de diferentes colores encima de una planta principal. Ocupando  una superficie de más de 5000 m² alberga las dependencias de la Escuela de música, danza y teatro, Centro infantil y Centro de mayores, auditorio y sala de Exposiciones.

## Exposiciones
Dirigido por la empresa Tritoma de gestión cultural, organiza exposiciones temporales y conciertos, actuaciones teatrales y de danza.